# Kim Kwan-jin
Dans ce nom coréen, le nom de famille, Kim, précède le nom personnel.
Kim Kwan-jin (hangeul : 김관진 ; hanja : 金寬鎭), né le 27 août 1949 à Jeonju, est un militaire et homme politique sud-coréen. 

## Biographie
Kim Kwan-jin devient militaire et sert pendant 40 ans sous les drapeaux. Il est chef d'état-major des forces armées sud-coréennees (chef du comité des chefs d'état-major interarmées) de novembre 2006 à mai 2008. 
Le 26 novembre 2010, il devient ministre de la Défense nationale de la République de Corée, à la suite du bombardement de Yeonpyeong. Son prédécesseur, Kim Tae-young, annonce peu de temps avant sa démission « pour endosser la responsabilité d'une série récente d'incidents ». Il quitte ses fonctions le 30 juin 2014, remplacé par Han Min-koo. Il sert cependant ensuite comme conseiller à la sécurité nationale auprès de la présidente Park Geun-hye. 
En février 2019, il est condamné à deux ans et demi de prison pour avoir tenté de manipuler l'opinion publique à des fins politiques. Il avait fait publier au Commandement Cyber des forces armées sud-coréennes plus de 9 000 faux commentaires sur Internet en soutien au gouvernement conservateur de Park Geun-hye.